# 阿爾加薩拉河
阿爾加薩拉河是俄羅斯的河流，屬於奧列尼奧克河的左支流，由薩哈共和國和克拉斯諾亞爾斯克邊疆區負責管轄，河道全長503公里，流域面積47,700平方公里，發源自中西伯利亞高原。